# إبراهيم بيضي
إبراهيم بيضي لاعب كرة قدم سعودي يلعب في نادي البدائع .
كانت بداياته في نادي الوحدة أعاره الوحدة إلى نادي الشعلة لمدة سنة و بعدها وقع مع نادي ضمك في عام 2016 و لم يستمر معهم طويلاً و وقع بعدها مع نادي البدائع .